# Deutsch-Kanadische Industrie- und Handelskammer
Die Deutsch-Kanadische Industrie- und Handelskammer (AHK Kanada; engl.: Canadian German Chamber of Industry and Commerce Inc. (CGCIC)) ist Teil des Netzwerks der deutschen Auslandshandelskammern (AHK) mit über 150 Standorten in mehr als 90 Ländern. Die Deutsch-Kanadische Industrie- und Handelskammer ist die offizielle Vertretung der Deutschen Wirtschaft vor Ort in Kanada. Sie wurde 1968 in Montréal gegründet, hat ihren Sitz aber mittlerweile in Toronto.

## Aufgaben
Die Hauptaufgabe der AHK Kanada ist die Förderung der Wirtschaftsbeziehungen zwischen Deutschland und Kanada und die Interessenvertretung ihrer Mitgliedsunternehmen, wobei die Mitgliedschaft freiwillig ist. Die Deutsch-Kanadische Auslandshandelskammer organisiert regelmäßig Veranstaltungen, die der Vernetzung der Mitgliedsunternehmen dienen, sowie Delegationsreisen in beide Länder. Sie bietet Unternehmen zudem eine Reihe von spezialisierten Dienstleistungen an, vor allem für den Markteinstieg in Kanada beziehungsweise Deutschland.